# Nicola Bagioli
Pour les articles homonymes, voir Bagioli.
Nicola Bagioli (né le 19 février 1995 à Sondrio en Lombardie) est un coureur  cycliste italien, professionnel entre 2017 et 2021. Il est le frère aîné d'Andrea Bagioli, également cycliste.

## Biographie
Nicola Bagioli commence le cyclisme vers l'âge de 9 ans au sein de l'équipe Alpin Bike Sondrio. D'abord concentré sur le VTT, il passe aux épreuves sur route chez les juniors,. 
Il met un terme à sa carrière à la fin de la saison 2021 à l'âge de 26 ans, un an avant le terme de son contrat avec la formation française. Il se reconvertit en étant à la tête d'une entreprise artisanale de traitement de la stéatite.

## Palmarès

### Palmarès amateur
- 2013
  - 2e de la Piccola Tre Valli Varesine
  - 3e du Trophée de la ville de Loano
- 2014
  - Gran Premio Comune di Cerreto Guidi
  - 2e du Mémorial Morgan Capretta
  - 3e de la Coppa del Grano
- 2015
  - 2e du Grand Prix San Giuseppe
- 2016
  - Circuito del Compitese
  - Piccola Sanremo
  - Grand Prix San Giuseppe
  - Grand Prix Santa Rita
  - 2e du Giro del Belvedere
  - 2e de la Coppa Cicogna
  - 3e de Florence-Empoli
  - 3e du Trophée de la ville de San Vendemiano

### Palmarès professionnel
- 2019
  - 2e du Trofeo Laigueglia
  - 3e du Tour de Drenthe

### Résultats sur les grands tours

#### Tour d'Italie
1 participation
- 2019 : abandon (16e étape)

### Classements mondiaux
| Année                                 | 2015 | 2016  | 2017  | 2018 | 2019 | 2020 |
| ------------------------------------- | ---- | ----- | ----- | ---- | ---- | ---- |
| Classement mondial                    |      | 1070e | 1182e | 439e | 300e | 474e |
| UCI Europe Tour                       | 685e | 729e  | 762e  | 256e | 246e | 391e |
| UCI Asia Tour                         | nc   | nc    | nc    | 566e |      |      |
|                                       |      |       |       |      |      |      |
| Légende : nc = non classéSource : UCI |      |       |       |      |      |      |